# Wilhelm Dantz
Wilhelm Dantz (* 21. Juli 1886 in Hannover; † 28. August 1948 in Bremen) war ein deutscher Politiker der Kommunistischen Partei Deutschlands (KPD) und von 1921 bis 1924 und 1926/27 Abgeordneter der Bremischen Bürgerschaft.

## Leben
Wilhelm Dantz erlernte nach der Volksschule den Beruf des Tischlers und trat noch vor dem Ersten Weltkrieg in die Sozialdemokratische Partei Deutschlands (SPD) ein. 1919 wurde er Gründungsmitglied der KPD und Vorsitzender der Ortsgruppe Bremen-Hasbergen.
1919/20 war Dantz in die heftigen Auseinandersetzungen innerhalb der KPD verwickelt, verließ diese vorübergehend und wurde 1920 Mitglied der KPD-Abspaltung Kommunistische Arbeiterpartei Deutschlands (KAPD) und später deren Abspaltung Allgemeine Arbeiter-Union – Einheitsorganisation (AAUE). 1921 kehrte Dantz zur KPD zurück und wurde Vorsitzender der KPD Bremen. Im selben Jahr war Dantz Delegierter des VII. Parteitags der KPD in Jena.
Von 1921 bis 1924 gehörte Dantz der KPD-Fraktion der Bremischen Bürgerschaft an und war hauptamtlich Redakteur der Bremer Parteizeitung. Im Oktober 1924 wurde er als Rechtsabweichler aus der KPD ausgeschlossen, aber nach der Absetzung und dem Parteiausschluss der KPD-Funktionäre Ruth Fischer und Arkadi Maslow und der Machtübernahme Ernst Thälmanns wieder in die Partei aufgenommen. Erneut wurde Dantz hauptamtlicher Funktionär und wurde 1926 zum zweiten Mal in die Bremische Bürgerschaft gewählt.
Ende 1928 wurde Dantz erneut als Rechtsabweichler aus der KPD ausgeschlossen und kehrte im Juni 1929 zur SPD zurück, blieb dort jedoch einfaches Mitglied. Dantz trat danach politisch nicht mehr in Erscheinung und arbeitete wieder als Tischler.
Carl Dantz (1884–1967), Pädagoge, Schulreformer und Schriftsteller, war sein älterer Bruder.